# إدوين إيفانيي
إدوين إيفانيي (بالفرنسية: Edwin Ifeanyi)‏ (مواليد 28 أبريل 1972) هو لاعب كرة قدم. يلعب مع منتخب الكاميرون لكرة القدم منذ عام 1992.

## وصلات خارجية
- إدوين إيفانيي على موقع رابطة كرة القدم اليابانية للمحترفين (اليابانية)
- إدوين إيفانيي على موقع قاعدة بيانات كرة القدم.إي يو (الإنجليزية)
- إدوين إيفانيي على موقع ناشيونال فوتبول تيمز (الإنجليزية)
- إدوين إيفانيي على موقع عالم كرة القدم.نت (الإنجليزية)

- National Football Teams